# Audi Brussels
Audi Brussels (prima del 2008 nota come Volkswagen Vorst o Volkswagen Forest) è un complesso edilizio di proprietà del gruppo Volkswagen, che ospita uno stabilimento di produzione della casa automobilistica tedesca Audi, situato a Forest in Belgio nella parte sud-occidentale della regione di Bruxelles-Capitale.

## Automobili prodotte

### Auto in produzione
| Foto | Marca | Modello        | Inizio produzione |
| ---- | ----- | -------------- | ----------------- |
|      | Audi  | Audi Q8 e-tron | 2018              |